# القلعة البيزنطية
القلعة البيزنطية  هو معلم أثري تونسي مصنف من قبل المعهد الوطني للتراث يقع في ولاية الكاف في الوسط الغربي التونسي، تحديدا في مدينة هنشير سبع بيار تم تصنيف المعلم في يوم 6 جانفي 1901.

## مقالات ذات صلة
- قائمة المعالم الأثرية المصنفة في تونس